# Agaricia grahamae
Agaricia grahamae is een rifkoralensoort uit de familie van de Agariciidae. De wetenschappelijke naam van de soort is voor het eerst geldig gepubliceerd in 1973 door Wells.